# Чудовишни експеримент
Чудовишни експеримент (енгл. Monster Study) је био експеримент муцања изведен на 22 деце сирочади у Давенпорту, Ајова, 1939. године. Извео га је Вендел Џонсон на Универзитету у Ајови. Дипломирани студент Мери Тјудор је спровела експеримент под Џонсоновим надзором. Половина деце је добила позитивну логопедску терапију, где се хвали течност њиховог говора, а друга половина негативну, где се вршило омаловажавање деце због њихових говорних мана. Многа од  сирочади која су говорила нормално, а која су примила негативну терапију у експерименту, претрпела су негативне психолошке ефекте, а нека су задржала проблеме са говором до краја живота.
Студија је названа „Чудовишни експеримент“, јер су неки од Џонсонових колега били ужаснути да ће експериментисати на сирочади како би потврдио хипотезу. Експеримент је био сакривен из страха да ће Џонсонова репутација бити нарушена услед открића истраживања на људима које су спровели нацисти током Другог светског рата. Пошто резултати студије никада нису објављени ни у једном рецензираном часопису, теза Мери Тјудор је једини званични запис о детаљима експеримента.
Универзитет у Ајови се јавно извинио за студију 2001. Међутим, Патисија Зебровски, доцентка говорне патологије и аудиоологије Универзитета у Ајови напомиње да су подаци који су резултат експеримента „највећа збирка научних информација“ о феномену муцања и да је Џонсонов рад био први који је расправљао о важности муцавих мисли, ставова, уверења и осећања, као и да наставља да у великој мери утиче на ставове о муцању.